# Alain Lauener
Alain Lauener (* 8. Dezember 1986) ist ein Schweizer Bahn- und Strassenradrennfahrer.

## Sportliche Laufbahn
Alain Lauener wurde 2003 Schweizer Bahnradmeister im Omnium der Juniorenklasse. Im nächsten Jahr gewann er bei der Bahnrad-Europameisterschaft der Junioren in Valencia die Bronzemedaille im Scratch. Auf der Strasse war er 2006 auf einem Teilstück der Mainfranken-Tour erfolgreich. Im Jahr darauf gewann er die Auftaktetappe der Tour du Loir-et-Cher in Blois. 2007 entschied er das italienische Eintagesrennen Legnano Coppa Olivetti für sich. 2010 wurde er zweifacher Schweizer Meister der Elite im Sprint und im Omnium. 2014 beendete er seine Radsportlaufbahn.

## Erfolge

### Bahn
2003
- Schweizer Junioren-Meister – Omnium

2004
- Junioren-Europameisterschaft – Scratch

2010
- Schweizer Meister – Sprint, Omnium

### Strasse
2006
- eine Etappe Mainfranken-Tour

2007
- eine Etappe Tour du Loir-et-Cher

## Teams
- 2009 Atlas-Romer’s Hausbäckerei
- 2012 Atlas Personal-Jakroo (bis 31. Juli)  1